# Jimmy Turgis
Jimmy Turgis (Bourg-la-Reine, 10 augustus 1991) is een Frans voormalig wegwielrenner die laatstelijk voor de Vital Concept-B&B Hotels geheten wielerploeg uitkwam.

## Carrière
Als junior werd Turgis in 2009 tweede op het nationale kampioenschap tijdrijden. Later dat jaar werd Turgis derde in de Chrono des Nations. Een jaar later werd hij hier tiende. In 2011 nam Turgis deel aan het wereldkampioenschap velrijden voor beloften, hij werd met een achterstand van 25 seconden op de winnaar negende. In 2012 eindigde hij op plek 27 in de beloftenversie van de Ronde van Vlaanderen en werd hij twaalfde in die van Luik-Bastenaken-Luik. In 2012 werd hij op 58 seconden van de winnaar vijfde in La Doyenne voor beloften. In 2013 werd Turgis derde op het nationaal kampioenschap veldrijden voor beloften. Later dat jaar won hij het jongerenklassement van de Ronde de l'Oise. Begin augustus 2016 werd bekend dat Turgis een contract voor twee seizoenen had getekend bij Cofidis, de ploeg waar hij in 2012 al stage had gelopen en waar zijn jongere broer Anthony sinds 2015 onder contract stond. Zijn debuut voor de ploeg maakte hij in de GP La Marseillaise, waar hij op plek 46 eindigde. Later dat jaar werd hij onder meer tweede in het bergklassement van de Ronde van Wallonië
Op 10 februari 2020 deelde Turgis mee dat hij zijn actieve carrière beëindigd vanwege een hartafwijking die ook al zijn jongere broer Tanguy deed stoppen. Zijn ook jongere broer Anthony is nog als professioneel wielrenner actief.

## Overwinningen
2013
Jongerenklassement Ronde de l'Oise

## Resultaten in voornaamste wedstrijden
| Jaar | Ronde van Italië | Ronde van Frankrijk | Ronde van Spanje |
| ---- | ---------------- | ------------------- | ---------------- |
| 2014 |                  |                     |                  |
| 2015 |                  |                     |                  |
| 2016 |                  |                     |                  |
| 2017 |                  |                     | opgave           |
| 2018 |                  |                     |                  |
| 2019 |                  |                     |                  |

| Jaar | Ronde van Vlaanderen | Parijs-Roubaix | Luik-Bast.‑Luik | Parijs-Tours |
| ---- | -------------------- | -------------- | --------------- | ------------ |
| 2014 |                      |                |                 | 71e          |
| 2015 |                      |                |                 |              |
| 2016 |                      |                |                 | 47e          |
| 2017 |                      |                |                 | 121e         |
| 2018 | 35e                  | 43e            |                 |              |
| 2019 | 81e                  | 67e            | opgave          |              |

## Ploegen
2012 –  Cofidis, le Crédit en Ligne (stagiair vanaf 1 augustus)
2014 –  Roubaix Lille Métropole
2015 –  Roubaix Lille Métropole
2016 –  Roubaix Métropole européenne de Lille
2017 –  Cofidis, Solutions Crédits
2018 –  Cofidis, Solutions Crédits
2019 –  Vital Concept-B&B Hotels